# 含羞草日記
含羞草日記是台灣的YouTube頻道，由團長草爺與他的友人在2017年創立，初期影片以夾娃娃機教學為主題，後期有「101系列」、「去你的台主」、「酒精麻將」、「手路菜」等不同主題類型。目前由合情合理工作室經營，幕前團員為草爺、超艾夾。頻道宗旨從始至終都是「散播歡樂，散播愛」，真心希望每一位觀看的朋友們都能感受到滿滿的歡樂及放鬆。
2017年5月5日，草爺與他的友人創立含羞草日記粉專。2020年4月17日，草爺於南投縣成立合情合理工作室，為含羞草日記專屬工作室。
2020年，含羞草日記正式離開《在不瘋狂就等死》所屬公司狂人娛樂，因為狂人娛樂爭議事件離開。

## 成員列表

### 現任團員
| 成員 | 本名   | 綽號                          | 參考  |
| ---- | ------ | ----------------------------- | ----- |
| 草爺 | 江治緯 | 含老闆 南投古天樂 賴皮草 胖子 | [ 2 ] |

已離開成員
| 成員   | 曾任時期             | 備註                 |
| 椅哥   | 2017年5月-2017年6月  |                      |
| 阿泰   | 2017年5月-2018年2月  |                      |
| 許瑜   | 2018年6月-2018年7月  |                      |
| 曾艾夾 | 2017年8月-2019年4月  |                      |
| 多娜醬 | 2019年7月-2019年12月 |                      |
| 張璃   |                      |                      |
| 方昶詠 |                      |                      |
| 戰神駿 |                      |                      |
| 超老師 |                      | 吳奕朋 南投李連杰    |
| 超艾嫂 |                      | 陳佩佩 艾特嫂 艾呷嫂 |

## 音樂作品
- 只收錄團體作品，成員個人作品請參閱成員個人條目

| 單曲 | 名稱                        | 發行時間     | 出品       |
| ---- | --------------------------- | ------------ | ---------- |
| 1st  | 《去你的台主》Ft.東區不倒翁 | 2019年7月8日 | 混血兒娛樂 |

## 戲劇作品
- 只收錄團體作品，成員個人作品請參閱成員個人條目

### MV演出
| 年份         | 原唱者 | 歌名 | 演員 | 飾演 | 備註 |
| 2022年5月8日 | 古曜威 | 《》 | 張璃 | 護士 |      |

## 慈善公益
| 年份          | 公益事件                            | 參與團員             |
| 2022年4月16日 | 發起義煮「愛人啊-愛人煮益」         | 草爺、超艾夾、方昶詠 |
| 2022年6月9日  | 用行動堵住酸民嘴 「文青8＋9」清馬路 | 草爺、超艾夾         |

## 外部連結
- 含羞草日記 Youtube頻道 （页面存档备份，存于）
- 含羞草日記 Facebook專頁 （页面存档备份，存于）